# Объёмный КПД двигателя внутреннего сгорания
Объёмный КПД двигателя внутреннего сгорания отражает эффективность всасывания в цилиндр и выпуска из цилиндра рабочей среды (то есть, топливо-воздушной смеси или выхлопных газов). Говоря более строго, объёмный КПД — это отношение (или процентное соотношение) количества рабочей среды, фактически всасываемой в цилиндр, к объёму самого цилиндра (при неизменных условиях). Поэтому те двигатели, которые могут создавать давления на входах в трубопроводы выше давления окружающей среды, могут иметь объёмный КПД больший 100 %.
Объёмный КПД может быть улучшен несколькими путями. В частности, к ним относятся выбор оптимальной степени открытия клапанов (относительно объёма цилиндров) и выбор обтекаемой конструкции портов.
Двигатели с высоким объёмным КПД в общем случае способны работать с бо́льшими скоростями и способны вырабатывать бо́льшую полную мощность из-за меньших потерь при паразитическом перемещении воздуха внутрь и вне двигателя.
Общим, принятым производителями, подходом по увеличению объёмного КПД является использование больших по размеру клапанов или систем с числом клапанов на цилиндр, бо́льшим двух (мультиклапанных систем).
Увеличенные клапана улучшают всасывание и впуск воздуха, но имеют повышенную массу. Мультиклапанная система включает в себя два или более клапанов с общей площадью большей, чем площадь одного большого клапана, в то время как мультиклапанная система имеет меньшую массу.
Во многих автомобилях спортивного типа используют точно рассчитанное расположение впускных отверстий и настройки выхлопной системы для перемещения воздуха внутрь и наружу двигателя, используя резонанс системы. В двухтактных двигателях эта идея реализуется в применении камер расширения, которые возвращают утечки топливо-воздушной смеси обратно в цилиндр. Более современная технология — изменяемые фазы газораспределения, задачей которой является учитывать влияние на объёмный КПД скорости двигателя: при более высоких скоростях двигатель нуждается в том, чтобы клапаны были открыты больший процент времени от продолжительности цикла для перемещения рабочей среды внутрь и наружу двигателя.
Объёмный КПД более 100 % может быть получен путём использования нагнетателей или турбонагнетателей — устройств, принудительно нагнетающих воздух в цилиндры. При должных настройках, можно получить объёмный КПД более 100 % и в атмосферных двигателях. Предельное значение объёмного КПД таких двигателей составляет около 137 % ; такие двигатели обычно имеют два распредвала в головке цилиндров и четыре клапана на цилиндр.
Более радикальные решения задачи повышения объёмного КПД включают в себя использование гильзовых клапанов, в которых вместо тарельчатого клапана установлена вращающаяся вокруг поршня гильза, или в других случаях вращающаяся под цилиндрическими головками гильза. В такой системе порты могут быть настолько большими, насколько это необходимо. Однако имеется практическое ограничение, накладываемое прочностью гильзы: при слишком больших размерах портов гильза может продавливаться в них под действием давления в цилиндре.